# Ein Werk Gottes
Ein Werk Gottes ist ein Film, der die Zusammenarbeit zwischen dem Herzchirurgen Dr. Alfred Blalock und seinem Assistenten Vivien Thomas bei der Herzoperation von zyanotischen Kindern beschreibt.
Er basiert in Teilen auf dem Artikel „Like Something The Lord Made“ von Katie McCabe, der 1989 in der Zeitung „The Washingtonian“ erschienen ist. Der Film beruht auf einer wahren Geschichte.

## Handlung
Nashville 1930: Der schwarze Vivien Thomas arbeitet als Schreiner, um sich das Geld für das College und das anschließende Medizinstudium zu verdienen. Aufgrund der wirtschaftlichen Situation wird er jedoch entlassen und nimmt eine Stelle als Hausmeister im Labor von Dr. Alfred Blalock an. Dieser findet sehr schnell heraus, dass Thomas eine außerordentliche Begabung für medizinische Belange hat, und so steigt Vivien Thomas schnell zum „Laborleiter“ auf.
Die Pleite der Bank, bei der Thomas seine Ersparnisse deponiert hat, zwingt Thomas den Traum vom Medizinstudium aufzugeben und ständig im Labor zu arbeiten, da er mittlerweile auch eine Familie zu versorgen hat.
Blalock, für den die Stelle in Nashville nur eine Zwischenstation auf seiner Karriereleiter darstellt, forscht auf dem Bereich des Wundschocks und warum er in vielen Fällen zum Tod führen kann. Seine erfolgreiche Behandlungsmethode, die er unter der Mithilfe von Thomas entwickelt hat, rettet im Zweiten Weltkrieg vielen Soldaten das Leben.
1943 wechselt Dr. Blalock als Leiter der Chirurgie an die Johns-Hopkins-Universität nach Baltimore. Vivien Thomas geht als sein Laborleiter mit. Auf der Suche nach einem neuen Forschungsbereich lernt Alfred Blalock die Kinderärztin Helen Brooke Taussig kennen, die sich mit zyanotischen Kindern (Blue-Baby-Phänomen = mangelndem Zufluss von sauerstoffreichem Blut ins Herz) befasst. Beide beschließen eine Operationsmethode zu finden, um diesen Kindern zu helfen.
Vivien Thomas’ Talent auf dem Gebiet der Chirurgie wird für Blalock bei dieser Aufgabe bald unentbehrlich und ihm ist es auch zu verdanken, dass eine erfolgversprechende OP-Methode entwickelt wird. Diese wird später als Blalock-Taussig-Anastomose bezeichnet werden.
Während die medizinische Zusammenarbeit der beiden Männer, Blalock und Thomas, von Erfolg gekrönt wird, hat vor allem Thomas gegen die Probleme der Rassentrennung, die selbst im Norden der USA ständig präsent sind, anzukämpfen. Alfred Blalock, der sich um solche Themen nie gekümmert hat, registriert diese Probleme und die daraus resultierende Zerrissenheit Thomas’ nicht.
Dieses Desinteresse Blalocks führt letztendlich auch dazu, dass die Freundschaft und die medizinische Zusammenarbeit zerbricht. Zwar kann Vivien Thomas es gerade noch akzeptieren, dass sein Chef die ganzen Lorbeeren für die erfolgreiche Operation der Zyanose-Kinder erhält. Aber die Tatsache, dass selbst Blalock Thomas’ Beteiligung an dem Erfolg mit keinem Wort erwähnt, bringt Vivien dazu, zu kündigen.
Den Traum, Medizin zu studieren, muss Vivien Thomas aufgrund bürokratischer Hindernisse sehr schnell begraben, und so verdient er sein Geld als Handelsvertreter für Medikamente – eine Tätigkeit, die ihn jedoch nicht ausfüllt. Vivien Thomas kehrt in Blalocks Labor an der Johns Hopkins zurück.
Baltimore 1964: Die Rassentrennung ist aufgehoben und V. Thomas hat sich in den zwanzig Jahren an der Universität zu einem erfolgreichen Lehrer im medizinischen Bereich emporgearbeitet, obwohl er nie Medizin studiert hat. Ihn füllt diese Tätigkeit voll und ganz aus und so schlägt er das Angebot Blalocks, mit ihm an die Columbia-Universität zu wechseln, aus.
Der Film endet 1976 mit der Verleihung der Ehrendoktorwürde an Vivien Thomas durch die Johns-Hopkins-Universität „in Anerkennung eines bahnbrechenden Wissenschaftlers, hervorragenden Lehrers und qualifizierten Labortechnikers“.

## Wissenswertes
Als ein „Werk Gottes“ (Something the Lord made) bezeichnet Alfred Blalock die Art, wie Vivien Thomas Wundnähte bei den Hunden setzt, an denen die neue Operationsmethode ausprobiert wird.
Den beiden Hauptdarstellern Alan Rickman und Mos Def brachten ihre Leistungen in dem Film jeweils eine Emmy-Nominierung ein.
Insgesamt war der Film für neun Emmys nominiert und erhielt drei dieser Auszeichnungen.
Die einfühlsame Filmmusik stammt von Christopher Young und wurde 2008 in einer Auflage von 1000 Stück vom Label BSX auf CD veröffentlicht.